# România pe scurt

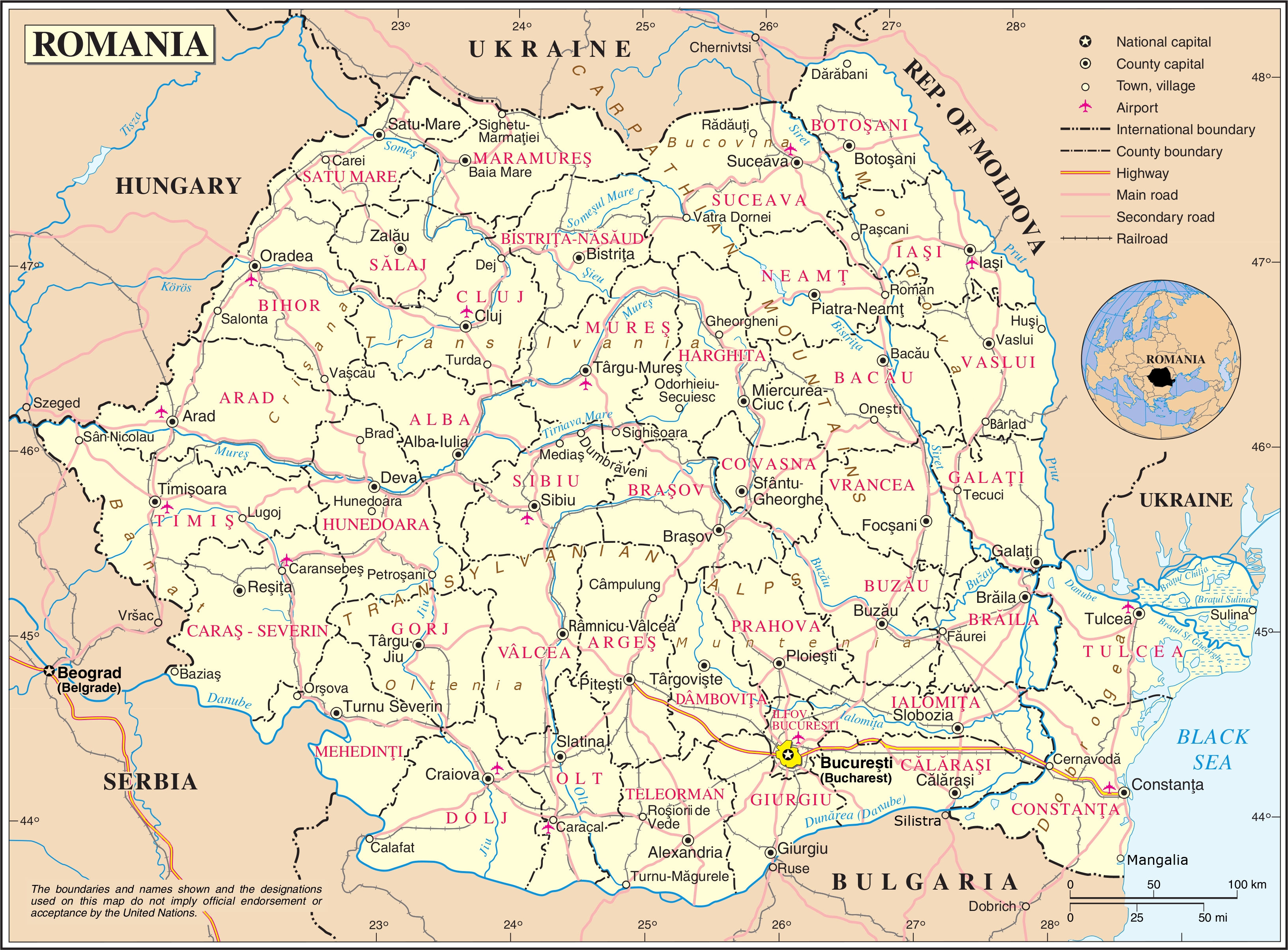
Harta României

România este un stat național unitar, o republică semiprezidențială situată în Europa Centrală și de Est, mărginită de Marea Neagră la sud-est, între Bulgaria  și Ucraina. De asemenea, se învecinează cu Ungaria la vest, cu Serbia la sud-vest și cu Republica Moldova la est. Se întinde pe 238.397 de kilometri pătrați, reprezentând 4,8% din teritoriul Europei și 5,4% din suprafața Uniunii Europene și are un climat temperat-continental.
Cu o populație de 19.053.815 locuitori (la începutul anului 2022), România este al șaselea cel mai populat stat membru al Uniunii Europene. Capitala și cel mai mare oraș al său, București, era în ianuarie 2024 al optulea oraș ca mărime din UE, având o populație de 1.716.961 locuitori. Teritoriul național cuprinde regiunile istorice Valahia sau Țara Românească (inclusiv Dobrogea), Moldova (inclusiv Bucovina), Transilvania (inclusiv Banat, Maramureș  și Crișana). Numele România și român derivă din latinescul romanus, adică „cetățean al Romei”.
România se află pe locul zece în lume în ceea ce privește diversitatea mineralelor produse în țară, în România fiind extrase și prelucrate aproximativ 80 de tipuri de resurse minerale, de la alabastru, ape geotermale și naturale, până la minereuri auro-argentifere, cuarț, lignit și minereuri de molibden sau de uraniu. 

## Date generale
- România (în engleză Romania, în franceză Roumanie, în germană Rumänien, în spaniolă Rumania) este: 

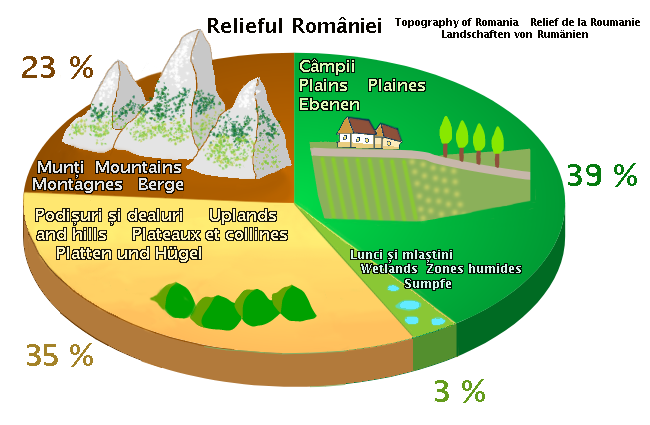
Relieful României (proporții aproximative)

  - stat membru al Consiliului Europei din 1993
  - stat membru NATO din 2004
  - stat membru al Uniunii Europene din 2007
  - stat aflat în procesul de aderare la Organizația pentru Cooperare și Dezvoltare Economică din 2022[5]
- limbă oficială: română
- imn național: Deșteaptă-te române!, pe versuri de Andrei Mureșanu și muzică de Anton Pann
- zi națională: 1 Decembrie, aniversarea Marii Uniri a tuturor românilor într-un singur stat, înfăptuită în 1 decembrie 1918
- endonim: români
- etimologie: etimologia termenilor român și România
- cod de țară ISO: RO, ROU, 642
- cod regional: ISO 3166-2:RO
- domeniu național de nivel superior și de internet: .ro
- țări învecinate:
  -  Republica Moldova
  -  Ucraina
  -  Bulgaria
  -  Serbia
  -  Ungaria
- Wikimedia Commons: Atlas of Romania

## Geografia României
- Suprafață: 238,391 km2[1]
- Localizare:

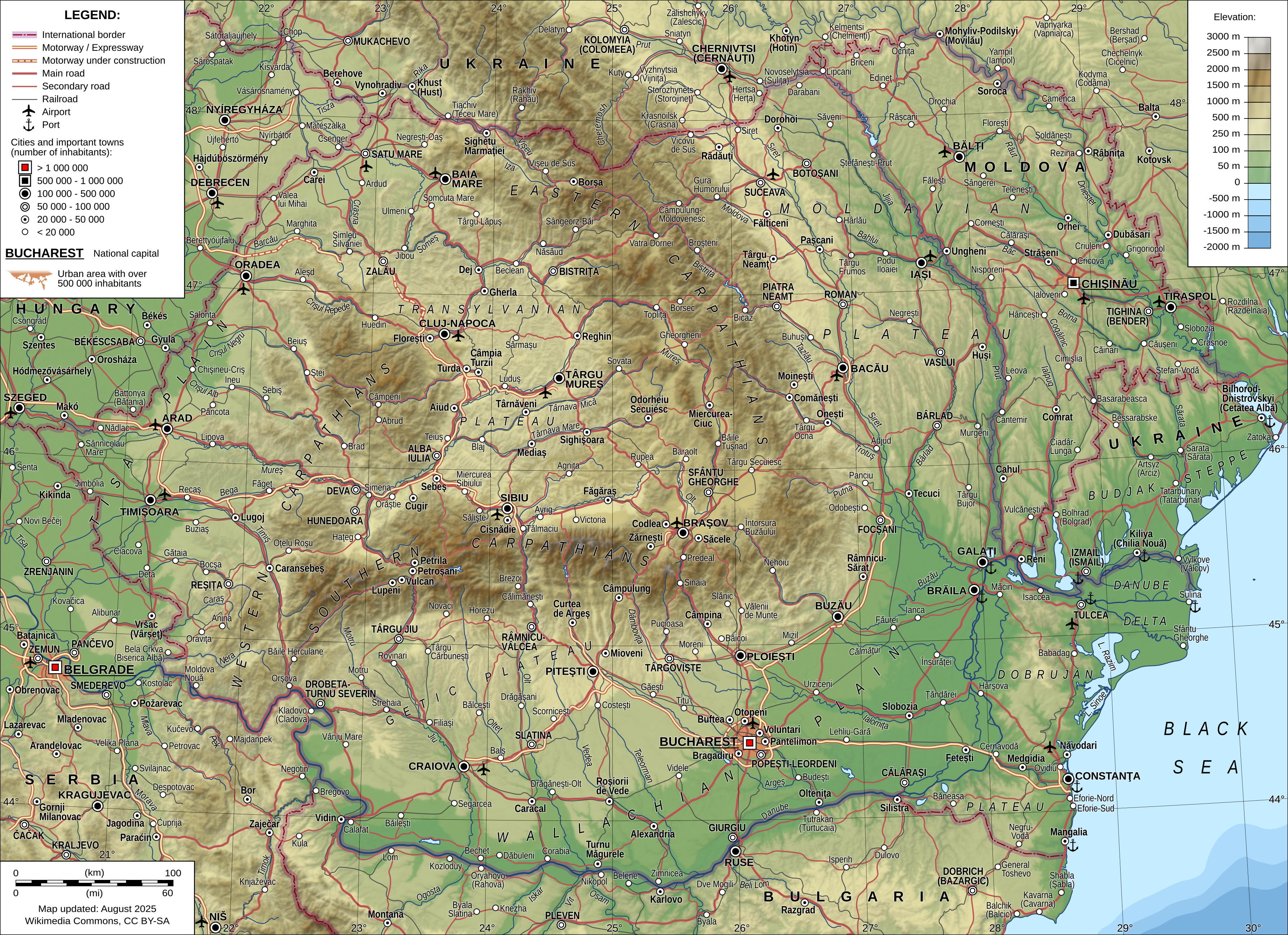
Harta fizico-geografică a României

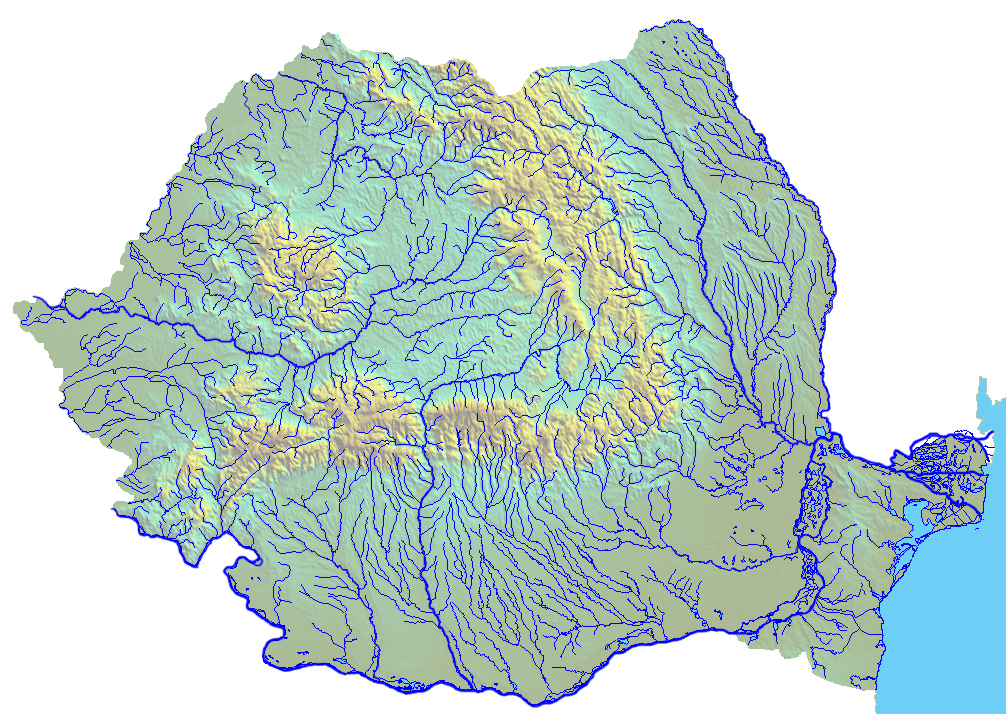
Harta hidrografică a României

  - emisfera nordică și emisfera estică
  - Eurasia
    - Europa
      - Europa Centrală și de Est
- Fus orar: Ora Europei de Est (UTC+02), Ora de vară a Europei de Est (UTC+03)
- Punctele extreme ale României
  - altitudine maximă: vârful Moldoveanu - 2.544 m
  - altitudine minimă: Marea Neagră - 0 m

- Frontiera de stat a României
  - lungime totală: 3.149,9 km (1 085,6 km terestră, 1 816,9 km fluvială, 247,4 km maritimă)[6]

— frontiere terestre: 
 Bulgaria - 631,3 km
 Ucraina - 649,4 km
 Serbia - 546,4 km
 Republica Moldova - 681,3 km
 Ungaria - 448 km
— frontieră maritimă: 247,4 km
Marea Neagră - 193,5 km
— frontieră externă a UE: 2.070 km (1.845 km frontieră terestră și 225 km frontieră maritimă, aproximativ 16% din totalul frontierei externe a UE).

### Caracteristici geografice din România
- Geologia României
- Munți din România
- Ape curgătoare din România
- Lacuri din România
- Insule din România

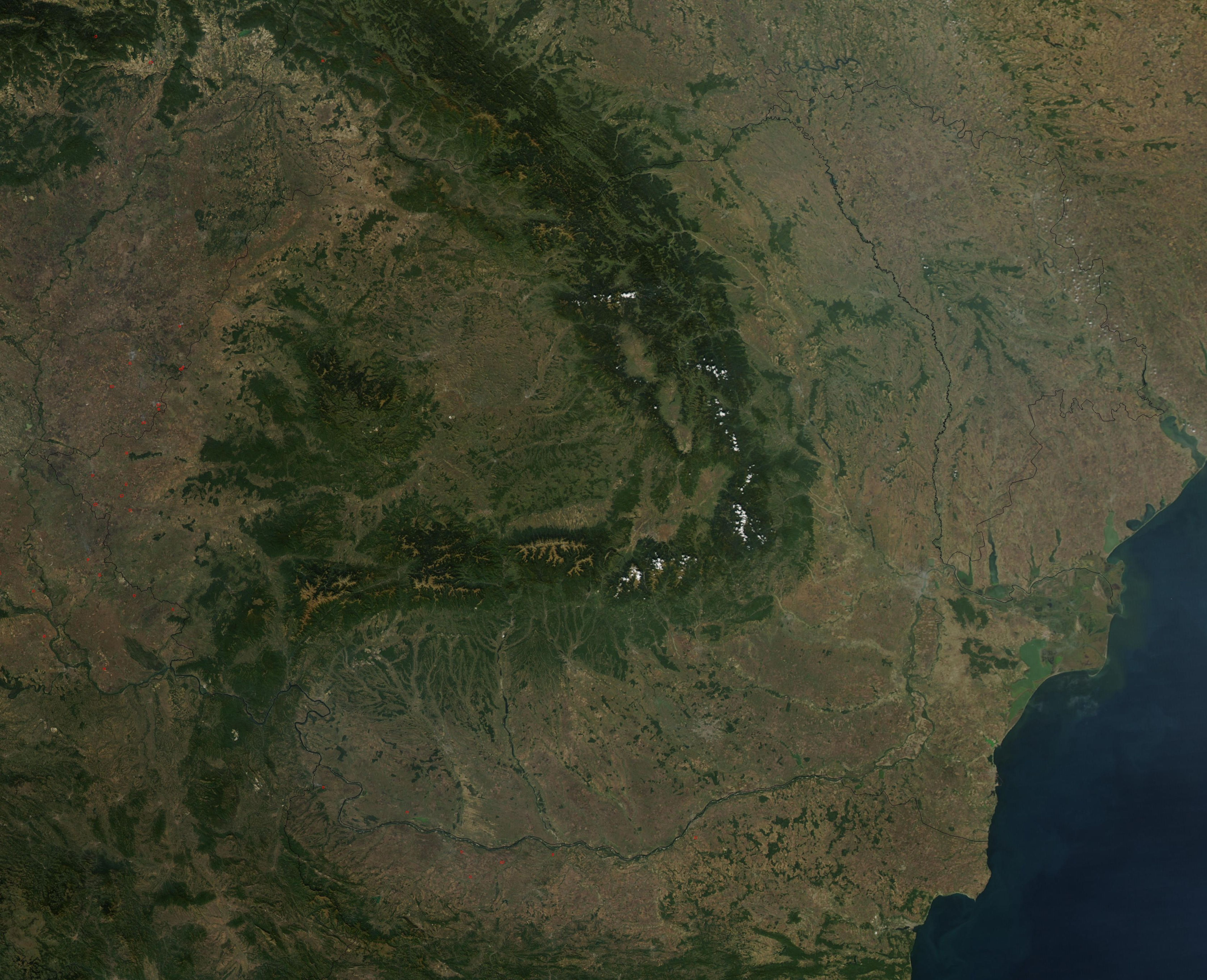
Imagine din satelit a României

- Locații din Patrimoniul mondial UNESCO (World Heritage Sites) din România

### Mediul din România

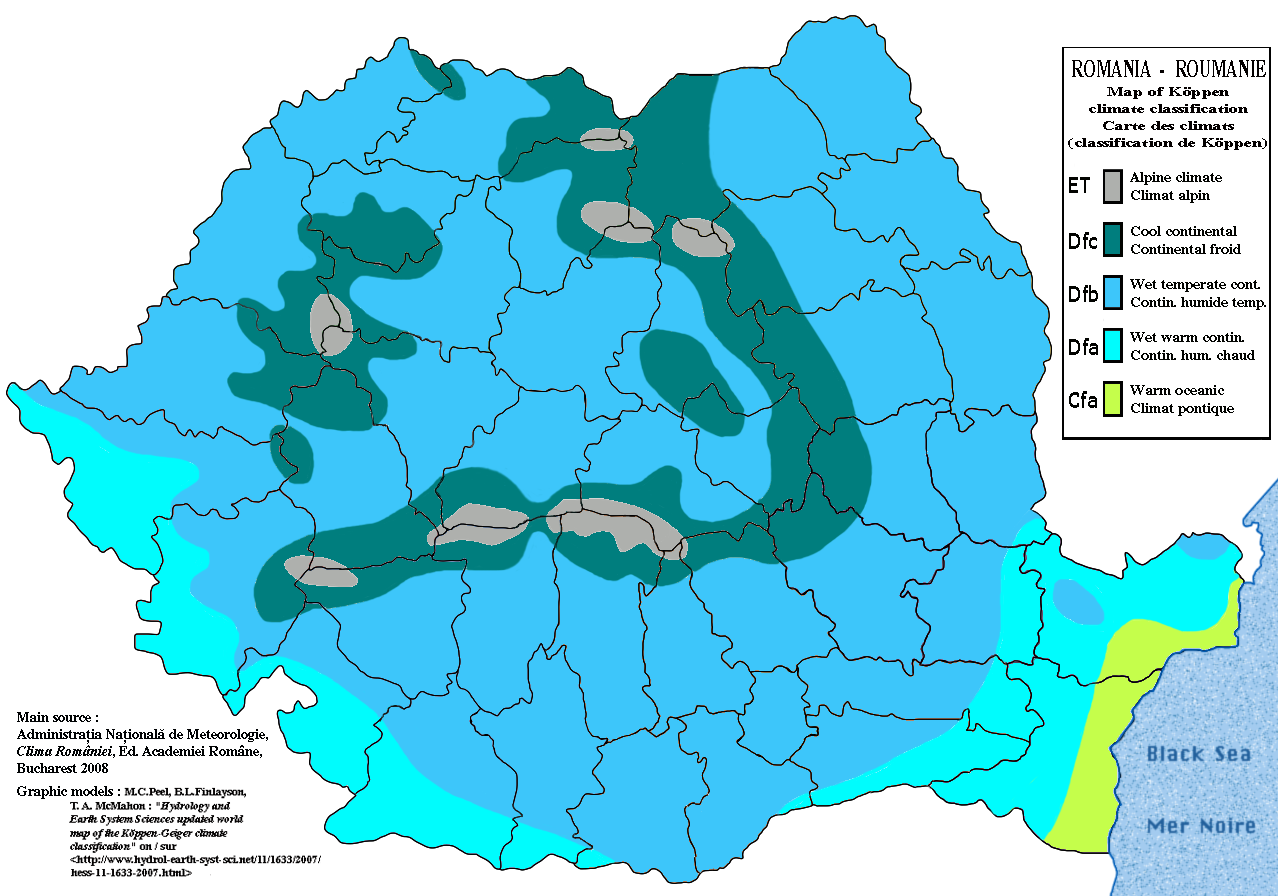
Harta climatică a României

- Clima României
Poziția României pe glob, la jumătatea distanței dintre Ecuator și Polul Nord, determină existența în țară a unui climat temperat-continental cu influențe oceanice în regiunile vestice și centrale, mediteraneene în sud-vest, continental-excesive în est, scandinavo-baltice în nord-est și pontice în sud-est[1].
- Probleme de mediu în România
- Energie regenerabilă în România
- Arii naturale protejate din România
- Viața sălbatică din România
  - Flora României
  - Fauna României
    - Păsările României
    - Mamifere din România

## Regiunile României

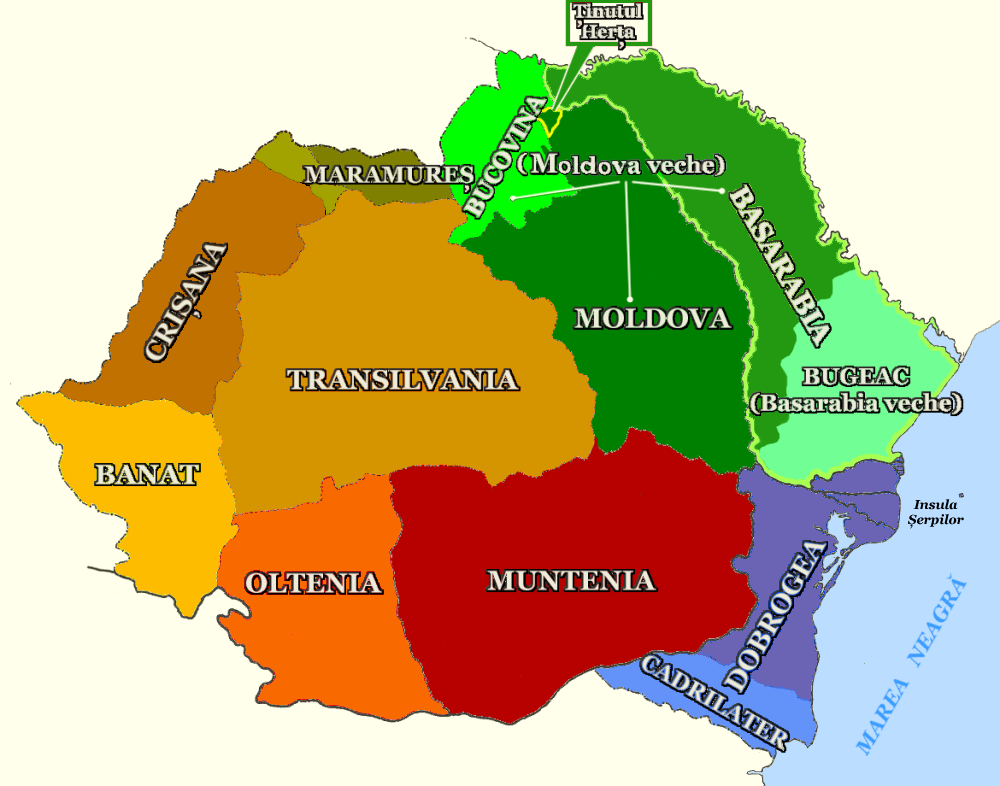
Harta regiunilor istorice românești

- Regiuni istorice românești

### Regiuni de dezvoltare din România

Harta regiunilor de dezvoltare din România

În România au fost înființate 8 regiuni de dezvoltare, denumite (cu excepția regiunii de dezvoltare București-Ilfov) după poziția geografică pe teritoriul țării:
- Macroregiunea 1:
  - Nord-Vest (6 județe)
  - Centru (6 județe)
- Macroregiunea 2:
  - Nord-Est (6 județe)
  - Sud-Est (6 județe)
- Macroregiunea 3:
  - Sud-Muntenia (7 județe)
  - București-Ilfov (1 județ și municipiul București)
- Macroregiunea 4:
  - Sud-Vest Oltenia (5 județe)
  - Vest (4 județe)

### Diviziuni administrative din România
Organizarea administrativ-teritorială a României
| Județ           | Abreviere | Reședință             | Suprafață (km2) |
|                 |           |                       |                 |
| --------------- | --------- | --------------------- | --------------- |
| Alba            | AB        | Alba Iulia            | 6.242           |
| Arad            | AR        | Arad                  | 7.754           |
| Argeș           | AG        | Pitești               | 6.862           |
| Bacău           | BC        | Bacău                 | 6.621           |
| Bihor           | BH        | Oradea                | 7.544           |
| Bistrița-Năsăud | BN        | Bistrița              | 5.355           |
| Botoșani        | BT        | Botoșani              | 4986            |
| Brașov          | BV        | Brașov                | 5.363           |
| Brăila          | BR        | Brăila                | 4.766           |
| Buzău           | BZ        | Buzău                 | 6.103           |
| Caraș-Severin   | CS        | Reșița                | 8.514           |
| Călărași        | CL        | Călărași              | 5.088           |
| Cluj            | CJ        | Cluj-Napoca           | 6.674           |
| Constanța       | CT        | Constanța             | 7.071           |
| Covasna         | CV        | Sfântu Gheorghe       | 3.710           |
| Dâmbovița       | DB        | Târgoviște            | 4.054           |
| Dolj            | DJ        | Craiova               | 7.414           |
| Galați          | GL        | Galați                | 4.466           |
| Giurgiu         | GR        | Giurgiu               | 3.526           |
| Gorj            | GJ        | Târgu Jiu             | 5.602           |
| Harghita        | HR        | Miercurea Ciuc        | 6.639           |
| Hunedoara       | HD        | Deva                  | 7.063           |
| Ialomița        | IL        | Slobozia              | 4.453           |
| Iași            | IS        | Iași                  | 5.476           |
| Ilfov           | IF        | București             | 1.583           |
| Maramureș       | MM        | Baia Mare             | 6.304           |
| Mehedinți       | MH        | Drobeta-Turnu Severin | 4.933           |
| Mureș           | MS        | Târgu Mureș           | 6.714           |
| Neamț           | NT        | Piatra Neamț          | 5.896           |
| Olt             | OT        | Slatina               | 5.498           |
| Prahova         | PH        | Ploiești              | 4.716           |
| Satu Mare       | SM        | Satu Mare             | 4.418           |
| Sălaj           | SJ        | Zalău                 | 3.864           |
| Sibiu           | SB        | Sibiu                 | 5.432           |
| Suceava         | SV        | Suceava               | 8.553           |
| Teleorman       | TR        | Alexandria            | 5.790           |
| Timiș           | TM        | Timișoara             | 8.697           |
| Tulcea          | TL        | Tulcea                | 8.499           |
| Vaslui          | VS        | Vaslui                | 5.318           |
| Vâlcea          | VL        | Râmnicu Vâlcea        | 5.765           |
| Vrancea         | VN        | Focșani               | 4.857           |

### Localități din România

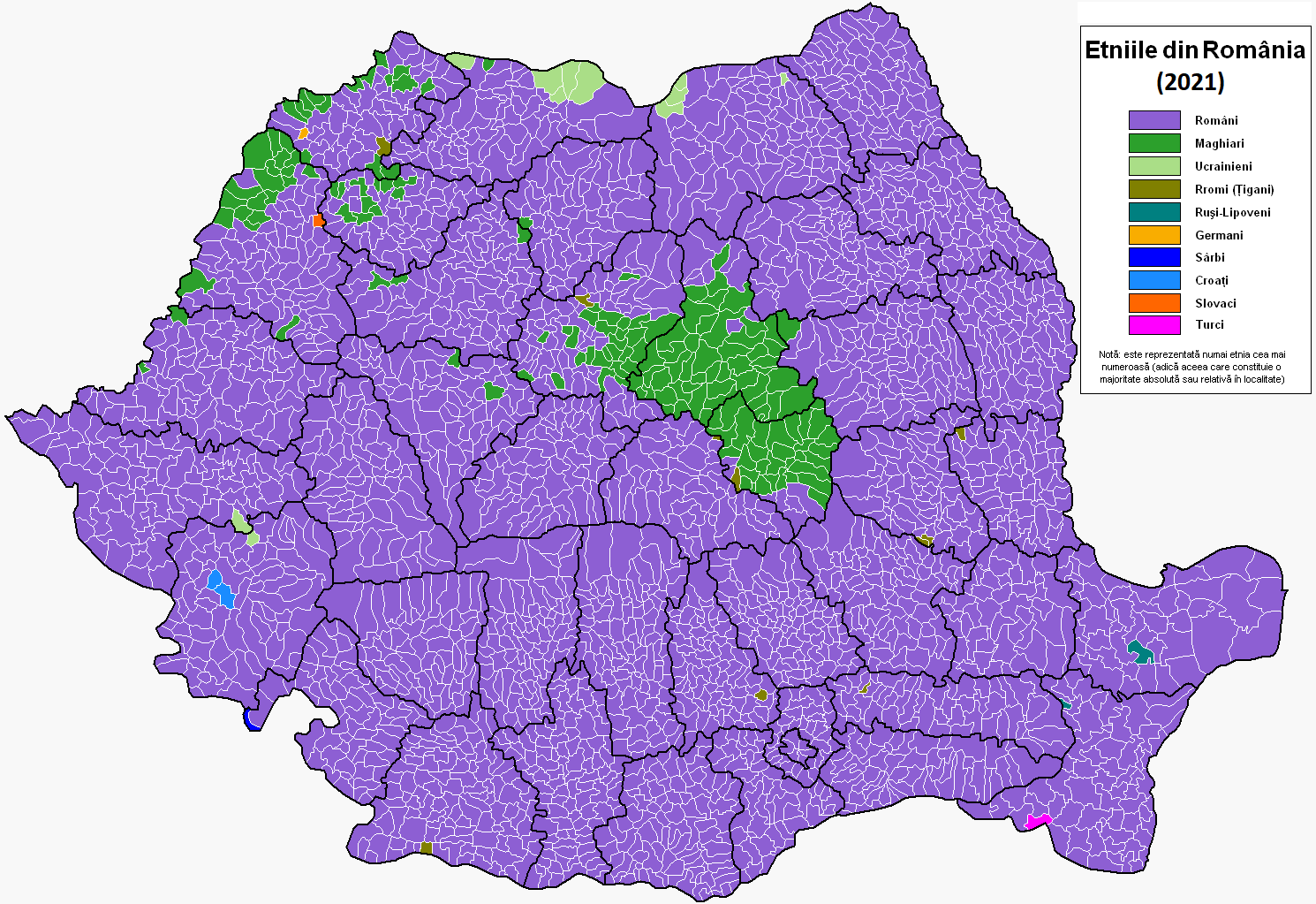
Harta etnică a României, conform recensământului din 2021

- Capitala României: București
- Zone metropolitane în România
- Municipii
- Orașe
- Comune

### Demografia României
- Populație: 19.053.815[2] (2021) – a 65-a cea mai populată țară din lume
- Densitatea populației: 91 locuitori pe km2
- Comunități etnice în România
- Limbile vorbite în România

## Organizarea politică a României
- Formă de guvernământ: republică, sistem semiprezidențial, democrație reprezentativă
- Capitală: București
- Alegeri în România
- Referendumuri în România
- Partide politice din România
- Corupție în România

### Guvernarea României

#### Puterea executivă
- Șeful statului este ales direct prin vot universal, are un mandat de cinci ani, o persoană poate îndeplini cel mult două mandate
  - Președintele României: Klaus Iohannis
  - Foști președinți ai României
- Prim-ministrul însărcinat să formeze guvernul este desemnat de președinte, în urma consultării partidului sau alianței care are majoritate absolută în Parlament
  - Prim-ministrul Guvernului României: Marcel Ciolacu
  - Foști prim-miniștri ai României
- Guvernul României este alcătuit din miniștri și condus de un șef de guvern numit de președinte, după ce a obținut votul de încredere al Parlamentului, pe baza programului de guvernare și a componenței nominale

#### Puterea legislativă
- Parlamentul României – bicameral, organ reprezentativ suprem și unică autoritate legiuitoare a țării, format din Camera Deputaților și Senat, cu un mandat de 4 ani
  - Senatul României
  - Camera Deputaților din România

#### Puterea judecătorească
Sistemul judiciar din România
- Justiția în România
- Înalta Curte de Casație și Justiție
- Consiliul Superior al Magistraturii
- Curțile de apel din România

### Relațiile externe ale României
- Misiuni diplomatice în România
- Misiuni diplomatice ale României

### Apartenența la organizații internaționale
România este membru al:
| - Grupul Australia (Australia Group) - Banca Reglementelor Internaționale - Organizația de Cooperare Economică la Marea Neagră - Inițiativa Central Europeană - Confederația Industriei Europene a Hârtiei (Confederation of European Paper Industries - CEPI) - Consiliul Europei - Consiliul Parteneriatului Euro-Atlantic - Banca Europeană pentru Reconstrucție și Dezvoltare - Banca Europeană de Investiții - Agenția Spațială Europeană - Uniunea Europeană - Organizația pentru Alimentație și Agricultură - Grupul celor 9 (Group of 9 - G9) - Agenția Internațională pentru Energie Atomică - Banca Internațională pentru Reconstrucție și Dezvoltare (International Bank for Reconstruction and Development - IBRD) - Camera Internațională de Comerț - Organizația Internațională a Aviației Civile - Curtea Penală Internațională - Interpol - Asociația Internațională de Dezvoltare - Federația Internațională a Societăților de Cruce Roșie și Semilună Roșie - Corporația Financiară Internațională (International Finance Corporation - IFC) - Fondul Internațional pentru Dezvoltare Agricolă (International Fund for Agricultural Development - IFAD) - Organizația Hidrografică Internațională - Organizația Internațională a Muncii - Organizația Maritimă Internațională - Organizația Internațională de Telecomunicații Mobile prin Satelit - Fondul Monetar Internațional - Comitetul Olimpic Internațional - Organizația Internațională pentru Migrație (OIM) - Organizația Internațională de Standardizare - Mișcarea Internațională de Cruce Roșie și Semilună Roșie - Uniunea Internațională pentru Telecomunicații - Organizația Internațională de Telecomunicații prin Satelit (ITSO) - Confederația Internațională a Sindicatelor (International Trade Union Confederation - ITUC) - Uniunea Interparlamentară - Mișcarea de Nealiniere (invitat) - Organizația Tratatului Atlanticului de Nord - Organizația pentru Securitate și Cooperare în Europa | - Asociația pentru Integrare din America Latină (Latin American Integration Association / Asociación Latinoamericana de Integración / Associação Latino-Americana de Integração - LAIA / ALADI) (observator) - Agenția de Garantare Multilaterală a Investițiilor (Multilateral Investment Guarantee Agency - MIGA) - Grupul furnizorilor nucleari (Nuclear Suppliers Group - NSG) - Organizația Internațională a Francofoniei - Organizația pentru Interzicerea Armelor Chimice - Organizația Statelor Americane (observator) - Curtea Permanentă de Arbitraj (Permanent Court of Arbitration - PCA) - Inițiativa de Cooperare în Sud-Estul Europei - Organizația Națiunilor Unite - Conferința Națiunilor Unite pentru Comerț și Dezvoltare - Organizația Națiunilor Unite pentru Educație, Știință și Cultură - Înaltul Comisar al Națiunilor Unite pentru Refugiați - Organizația Națiunilor Unite pentru Dezvoltare Industrială (United Nations Industrial Development Organization - UNIDO) - Misiunea Națiunilor Unite în Liberia (United Nations Mission in Liberia - UNMIL) - Misiunea Națiunilor Unite în Sudan (United Nations Mission in Sudan - UNMIS) - Misiunea de observare a Națiunilor Unite în Georgia (United Nations Observer Mission in Georgia - UNOMIG) - Operațiunea Națiunilor Unite în Coasta de Fildeș (United Nations Operation in Côte d'Ivoire - ONUCI) - Misiunea Organizației Națiunilor Unite în Republica Democratică Congo (MONUC) - Uniunea Latină - Uniunea Poștală Universală - Uniunea Vest-Europeană (partener asociat) - Confederația Mondială a Muncii (World Confederation of Labour - WCL) - Organizația Mondială a Vămilor - Federația Mondială a Sindicatelor (World Federation of Trade Unions - WFTU) - Organizația Mondială a Sănătății - Organizația Mondială a Proprietății Intelectuale - Organizația Meteorologică Mondială - Organizația Mondială a Turismului - Organizația Mondială a Comerțului - Comitetul Zangger (ZC) |

## Legislația din România
- Constituția României
  - Curtea Constituțională a României
- Criminalitatea în România
- Drepturile omului în România
  - Libertate religioasă în România
  - Drepturi LGBT în România
- Aplicarea legii în România
- Pedeapsa capitală în România

## Armata României
- Comandanți
  - Comandant suprem: Președintele României
  - Ministerul Apărării Naționale
  - Statul Major al Apărării
- Armata României
  - Forțele Terestre Române
  - Forțele Navale Române
  - Forțele Aeriene Române
  - Forțe armate speciale din România
- Istoria militară a României
- Grade militare și polițienești

## Istoria României

### Istoria României, după perioadă
| - Cronologia istoriei românilor - Istoria României în preistorie și antichitate - Dacia - Dacia romană - Statele medievale românești - România în perioada premodernă - Principatele Unite ale Moldovei și Țării Românești - Regatul României - Cei patru regi ai României | - Participarea României la Primul Război Mondial - România Mare - Participarea României la Al Doilea Război Mondial - Republica Populară Română - Republica Socialistă România - Revoluția Română din 1989 - România după 1989 |

### Istoria României, după regiune
| - Moldova - Lista domnilor Moldovei - Țara Românească - Lista domnilor Țării Românești | - Transilvania - Lista principilor Transilvaniei - Basarabia - Dobrogea |

### Istoria României, după minoritate
| - Comunități etnice în România - Istoria evreilor din România - Istoria grecilor din România - Istoria secuilor - Romii din România - Germanii din România | - Armenii din România - Italienii din România - Ucrainenii din România - Turcii din România - Lipovenii din România |

## Cultura din România
| - Simboluri românești - Drapelul României - Stema României - Imnul național - Heraldica României - Decorațiile României - Academia Română - Presa în România - Bucătăria românească - Patrimoniul mondial UNESCO din România | - Tradiții și obiceiuri - Folclorul românesc - Tradiții românești - Obiceiuri românești de Înnoirea Anului - Dragobete - Festivaluri din Romania - Sărbători publice în România - Umor românesc - Mitologia românească - Filosofie românească |

### Limbi și dialecte vorbite în România

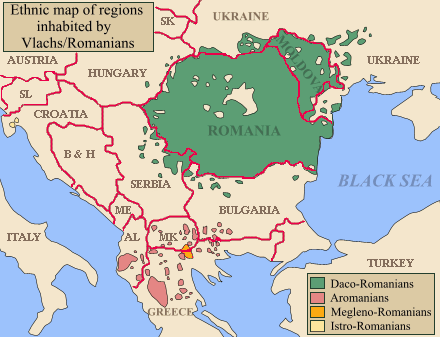
Harta regiunilor locuite de români

- Distribuția geografică a limbii române
- Limbile vorbite în România
  - Limba română
    - Limba istro-română
    - Limba megleno-română
    - Limba aromână

  - Limba maghiară
  - Limba germană
  - Limba romani
  - Limba ucraineană
  - Limba turcă

### Nume românești
- Listă de nume românești
- Listă de prenume românești

### Români
| - Scriitori - Dramaturgi | - Poeți - Români celebri care s-au născut în afara României de azi |

### Diaspora românească
| - Românii din SUA - Români americani - Românii din Canada - Românii din Franța - Românii din Australia - Românii din Bulgaria - Românii din Serbia | - Românii din Ungaria - Românii din Ucraina - Românii din Italia - Românii din Spania - Românii din Germania - Românii din Austria |

## Economia și infrastructura din România
Economia României
- PIB nominal: 369,97 mld. USD, locul 42 în lume (estimare FMI 2024)
- PIB nominal per locuitor: 19.350 USD, locul 60 în lume (estimare FMI 2024)

- VNB nominal: 341,58  mld.USD, locul 43 în lume (estimare FMI 2023)

- VNB nominal per locuitor: 16.670 USD, locul 58 în lume (estimare FMI 2023)

- Moneda națională din România: Leu
  - ISO 4217: RON
- Sistemul bancar din România
  - Banca Națională a României
  - Bănci din România
- Bursa de Valori București
- Investiții străine în România
- Comerțul exterior al României
- Industria României
În 2021, industria concentra 1,31 milioane de salariați și avea o contribuție de 20,5% la Produsul intern brut. Printre cele mai importante ramuri, atractive și pentru investițiile străine, sunt industria alimentară, industria extractivă, industria textilă și a confecțiilor, industria metalurgică, industria construcțiilor de mașini, industria petrochimică și cea de prelucrare a lemnului. Industria tehnologiei și comunicațiilor este în continuă dezvoltare, fiind avantajată de calitatea resurselor umane și de nivelul ridicat de pregătire profesională[1].

| - - Industria auto din România - Construcțiile în România - Industria petrolului în România | - - Gazele naturale în România - Industria grea în România - Industria ușoară în România |

- - Industria minieră din România
Cele mai bogate zăcăminte minerale din țară sunt cele de sare (clorură de sodiu)[8]. Alte resurse naturale includ: cărbune, minereu de fier, cupru, crom, uraniu, telur, zirconiu, titan, molibden, wolfram, bismut, nichel, bor, antimoniu, mercur, bariu, borat, stronțiu, magnetit, feldspat, calcar, magnezit, marmură, perlită, piatră ponce, pirită și argilă. Zona Roșia Montană adăpostește cel mai mare zăcământ aurifer din Europa continentală, estimat la peste 300 de tone de aur și 1.600 de tone de argint. La mina Jolotca s-au identificat zăcăminte de neodim și samariu, în concentrații excepționale, dar și niobiu, titan, vanadiu[9]. La Budureasa, se vorbește despre cel mai mare zăcământ de brucit din Europa, o rocă ce are o concentrație foarte mare de magneziu[10]. Înainte de anii 1990, România era a șasea țară din lume, după Statele Unite, URSS, China, Japonia și Franța, capabilă să producă zirconiu folosit în centralele nucleare[11].
În perioada post-revoluționară, toate minele în care se exploatau minereuri de fier, neferoase, metale ușoare sau metale prețioase au fost închise. De la 550 de mine în activitate în anul 2000 a mai rămas astăzi în activitate doar cariera de la Roșia Poieni (Cuprumin Abrud)[8].

- - Sectorul IT în România
Potrivit unui raport realizat de International Trade Administration, o agenție guvernamentală a Statelor Unite, România este lider în Europa și pe locul șase în lume în ceea ce privește numărul de specialiști IT certificați la 1.000 de locuitori, mai mare decât în SUA sau Rusia[12].
La momentul introducerii serviciilor 5G, România se clasa pe locul 2 în ceea ce privește viteza de descărcare și pe locul 1 în ceea ce privește viteza de încărcare[12].

- Știință și tehnologie în România
  - Listă de companii și institute de cercetări din România
- Serviciile în România
- Agricultura în România

| Produs agricol   | Producție                      | Producție        | Producție        | Export       | Export   |
| Produs agricol   | Suprafață recoltată sau Șeptel | Cantitate totală | Productivitate   | Cantitate    | Valoare  |
| Produs agricol   | ha sau capete                  | t sau buc.       | kg/ha sau kg/cap | t            | mil. USD |
|                  |                                |                  |                  |              |          |
| ---------------- | ------------------------------ | ---------------- | ---------------- | ------------ | -------- |
| Grâu             | 2.168.660                      | 8.684.240        | 4.004,4          | 5.684.672,73 | 2.076,09 |
| Porumb           | 2.437.220                      | 8.037.130        | 3.297,7          | 5.539.733,05 | 1.954,57 |
| Lapte de vacă    | 1.075.600                      | 3.621.800        | 3.367,2          | 40.351,12    | —        |
| Floarea soarelui | 1.093.270                      | 2.106.570        | 1.926,9          | 1.453.463,5  | 1.167,28 |
| Orz              | 425.950                        | 1.706.650        | 4.006,7          | 1.350.820,27 | 457,05   |
| Cartofi          | 80.770                         | 1.345.780        | 16.661,9         | —            | —        |
| Rapiță           | 468.870                        | 1.229.530        | 2.622,3          | 1.021.305,36 | 752,51   |
| Struguri         | 159.740                        | 804.800          | 5.038,2          | —            | —        |
| Prune            | 66.710                         | 665.730          | 9.979,5          | —            | —        |
| Mere             | 54.070                         | 543.380          | 10.049,6         | —            | —        |
| Carne de pui     | 285.713.000                    | 475.450          | 1,6641           | 76.891,18    | 211,63   |
| Lapte de oaie    | 7.854.900                      | 404.400          | 51,5             | —            | —        |
| Varză            | 18.950                         | 387.400          | 20.443,3         | —            | —        |
| Carne de porc    | 3.696.100                      | 344.970          | 93,3             | —            | —        |
| Tomate           | 17.170                         | 298.920          | 17.409,4         | —            | —        |
| Sfeclă de zahăr  | 8.890                          | 281.330          | 31.645,7         | —            | —        |
| Soia             | 135.850                        | 258.530          | 1.903,1          | 174.286,34   | 123,79   |
| Lapte de capră   | 505.500                        | 221.600          | 7,4              | —            | —        |
| Triticale        | 56.990                         | 192.410          | 3.376,2          | —            | —        |
| Ovăz             | 78.450                         | 171.600          | 2.187,4          | —            | —        |
| Caise            | 1.960                          | 23.500           | 11.989,8         | —            | —        |
| Carne de vită    | 615.420                        | 82.640           | 134,3            | —            | —        |
| Afine            | 800                            | 3.330            | 4.162,5          | —            | —        |
| Fasole verde     | 7.020                          | 7.450            | 1.061,3          | —            | —        |
| Pepeni galbeni   | 2.580                          | 32.740           | 12.689,9         | —            | —        |
| Cireșe           | 3.310                          | 34.320           | 10.368,6         | —            | —        |
| Ardei            | 9.110                          | 105.210          | 11.548,8         | —            | —        |
| Castraveți       | 3.890                          | 77.830           | 20.007,7         | —            | —        |
| Vinete           | 4.140                          | 64.560           | 15.594,2         | —            | —        |
| Usturoi          | 5.200                          | 22.500           | 4.326,9          | —            | —        |
| Alune de pădure  | 840                            | 910              | 1.083,3          | —            | —        |
| Ouă de găină     | 41.883.000                     | 5.531.635.000    | 132              | —            | —        |
| Hamei            | 170                            | 190              | 1.117,6          | —            | —        |
| Salată verde     | 100                            | 1.720            | 17.200           | —            | —        |
| In               | 1.840                          | 2.480            | 1.347,8          | —            | —        |
| Carne de oaie    | 5.763.480                      | 58.350           | 10,1             | —            | 277,87   |
| Ceapă            | 15.670                         | 145.470          | 9.283,3          | —            | —        |
| Alte fructe      | 1.300                          | 26.810           | 20.623,1         | —            | —        |
| Piersici         | 1.290                          | 12.370           | 9.589,1          | —            | —        |
| Pere             | 3.200                          | 42.320           | 13.225           | —            | —        |
| Mazăre           | 68.060                         | 109.240          | 1.605,1          | —            | —        |
| Dovleci          | 990                            | 14.280           | 14.424,2         | —            | —        |
| Zmeură           | 90                             | 170              | 1.888,9          | —            | —        |
| Orez             | 3.280                          | 16.900           | 5.152,4          | —            | —        |
| Alte rădăcinoase | 80.770                         | 1.345.780        | 16.661,9         | —            | —        |
| Secară           | 12.680                         | 34.850           | 2.748,4          | —            | —        |
| Sorg             | 5.700                          | 14.830           | 2.601,8          | —            | —        |
| Vișine           | 2.570                          | 28.970           | 11.272,4         | —            | —        |
| Spanac           | 60                             | 730              | 12.166,7         | —            | —        |
| Căpșuni          | 2.590                          | 17.600           | 6.795,4          | —            | —        |
| Nuci             | 3.680                          | 54.360           | 14.771,7         | —            | —        |
| Cânepă           | 710                            | 1.290            | 1.816,9          | —            | —        |
| Tutun            | 280                            | 190              | 678,6            | —            | 660,31   |
| Pepeni verzi     | 6.500                          | 145.610          | 22.401,5         | —            | —        |
| 1. 2.            |                                |                  |                  |              |          |

- Energia în România
  - Energia electrică în România
  - Sistemul Energetic Național
  - Energia hidroelectrică în România
  - Energia nucleară în România
  - Energia eoliană în România
  - Energia geotermală în România

- Turismul în România
Potențialul turistic al României se caracterizează printr-o mare diversitate, ca urmare a existenței unor condiții naturale variate, precum și a unor resurse culturale de mare valoare. Potențialul natural este completat de resursele turistice antropice, mai ales cultural-istorice, precum existența unor situri arheologice, vestigii de cetăți dacice, romane și medievale, biserici și mănăstiri, edificii arhitectonice (palate și castele), muzee, bogăția și diversitatea remarcabilă a tradițiilor etno-folclorice și arhitectura populară. Fluxurile turistice sunt în creștere, ajungând în 2021 la peste 9,37 milioane de turiști, din care 842.823 au fost turiști străini[1].

- Sănătatea în România

| - - Spitale din România | - - Avortul în România |

- Transportul în România

| - - Transportul feroviar în România - Magistrale feroviare în România - Rețeaua rutieră din România - Autostrăzi în România | - - Transportul fluvial în România - Transportul maritim în România - Aeroporturi din România - Transportul urban în România |

- Companii din România

| - - Agricola Bacău - Automobile Dacia - Biofarm - Căile Ferate Române - Combinatul Siderurgic Galați - Conpet - Dedeman - Electrica - Farmec Cluj - Ford Romania - Grup Feroviar Român - Hidroelectrica - Nuclearelectrica - Petrom | - - Romgaz - Rompetrol - Romstal - Siveco - Softwin - Șantierul Naval Constanța - Șantierul Naval Mangalia - Șantierul Naval Galați - Terapia - Transelectrica - Transgaz - Ubisoft - Ursus |

- - Sindicatele în România
    - Listă de sindicate din România

- - Organizații nonguvernamentale din România
    - Listă de asociații din România
    - Listă de organizații neguvernamentale din România

- - Lanțuri de supermarket din România

| - - Lidl - Kaufland - Profi - Carrefour - Metro | - - Mega Image - Penny - Auchan - Selgros - Billa |

- Comunicațiile în România
  - Internetul în România
  - Telefonia în România

| - - - Digi - Orange România | - - - Vodafone România - Telekom Romania |

- - Televiziunea în România

| - - - Televiziunea Română - Pro TV - Antena 1 | - - - Antena 3 CNN - Digi 24 - Digi Sport |

- - Radioul în România

| - - - Radio România Actualități - Radio România Cultural - Radio România Regional - Europa FM - Pro FM - Digi FM | - - - Kiss FM - Rock FM - Radio ZU - Radio Guerrilla - RFI România |

- - Presa scrisă în România

| - - - Gândul - Adevărul - Capital - Ziarul Financiar | - - - România Liberă - Libertatea - ProSport - Gazeta Sporturilor |

## Educația în România
- Lista universităților din România
- Listă de instituții de învățământ superior din România

## Arta din România
| - Arta românească în secolele al XIX-lea și al XX-lea - Arhitectura în România - Cinematografia românească - Dansuri populare românești - Literatura română | - Muzica românească - Folclorul muzical românesc - Muzica populară românească - Muzica ușoară românească - Muzică rock românească - Teatrul în România |

## Religia în România
- Istoria creștinismului în România
- Biserica Ortodoxă Română
- Alte culte creștine:

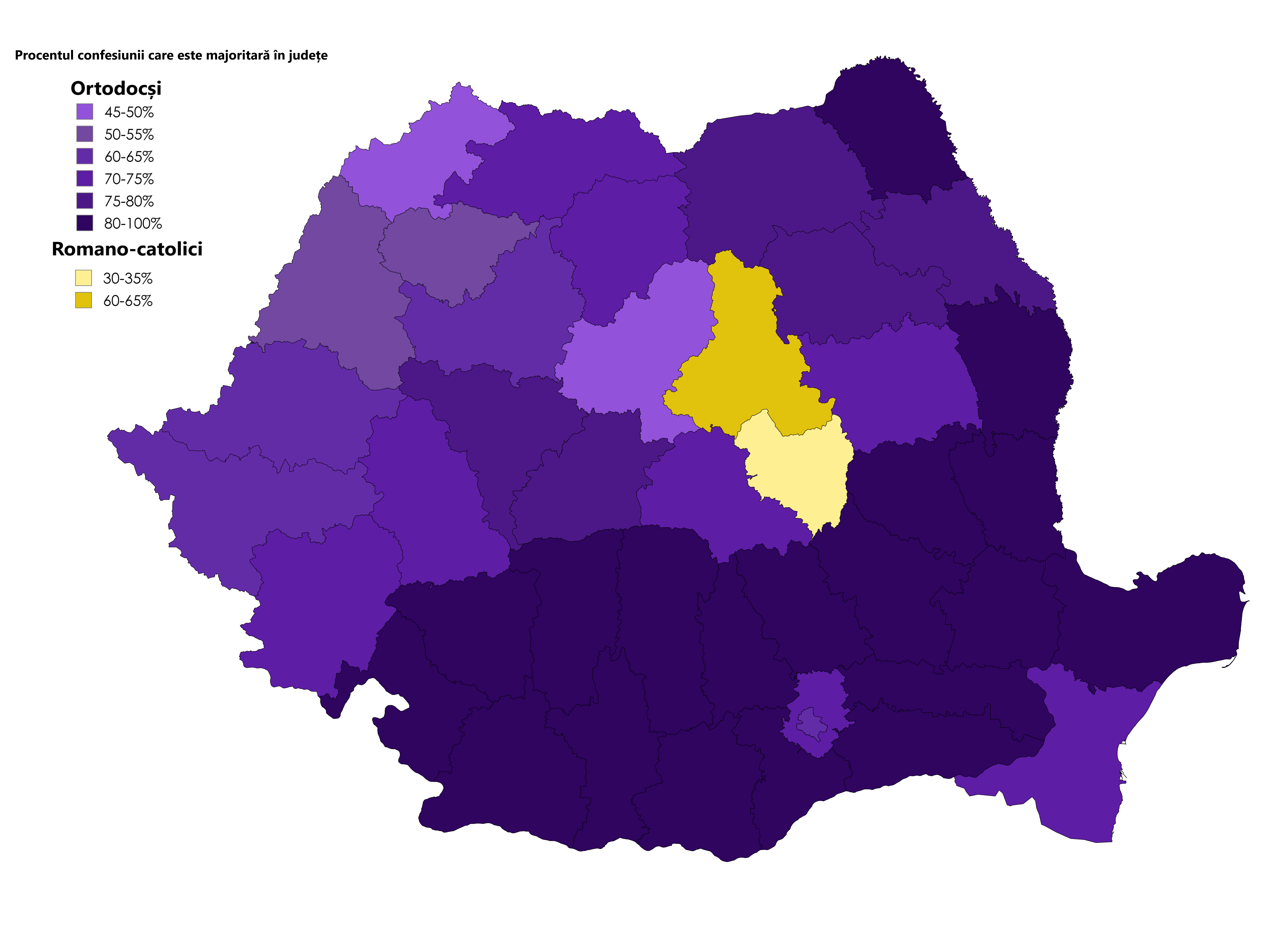
Harta confesiunii care este majoritară în fiecare județ din România conform datelor recensământului din 2021

  - Biserica Romano-Catolică din România
  - Biserica Greco-Catolică din România
  - Biserica Ortodoxă de Rit Vechi din România
  - Biserica Armeană din România
- Culte protestante:
  - Biserica Reformată din România
  - Biserica Evanghelică de Confesiune Augustană din România
  - Biserica Evanghelică-Luterană din România
  - Biserica Unitariană din Transilvania
- Culte neoprotestante: 
  - Biserica Creștină Baptistă
  - Cultul Creștin Penticostal din România
  - Biserica Adventistă de ziua a șaptea
  - Biserica Creștină după Evanghelie
  - Biserica Evanghelică Română
  - Martorii lui Iehova
- Islamul în România
- Sionismul în România

## Sportul în România
- România la Jocurile Olimpice

- Gimnastică

| - - Nadia Comăneci - Simona Amânar - Alexandra Eremia - Oana Ban - Sandra Izbașa - Lavinia Agache - Simona Pauca - Laura Cutina - Lavinia Miloșovici | - - Maria Olaru - Cătălina Ponor - Claudia Presăcan - Andreea Răducan - Monica Roșu - Daniela Silivaș - Nicoleta Sofronie - Silvia Stroescu - Ecaterina Szabó |

- Listă de gimnaste române de nota 10

| - Natația în România - David Popovici - Camelia Potec - Diana Mocanu - Tamara Costache - Handbalul în România - Gheorghe Gruia - Cristian Gațu - Ștefan Birtalan - Cristina Neagu | - Fotbalul în România - FC Steaua București - FC Dinamo București - CS Universitatea Craiova - FC Rapid București - Gheorghe Hagi - Gheorghe Popescu - Mircea Lucescu - Anghel Iordănescu - Ștefan Kovács |

| - Tenisul de câmp în România - Simona Halep - Virginia Ruzici - Ilie Năstase - Ion Țiriac | - Tenisul de masă în România - Bernadette Szocs - Baschetul în România - Oina în România |

| - Boxul în România - Gogea Mitu - Francisc Vaștag - Nicolae Linca - Mihai Leu - Leonard Doroftei - Adrian Diaconu - Cristian Ciocan - Lucian Bute - Steluța Duță | - Atletismul în România - Doina Melinte - Maricica Puică - Paula Ivan - Gabriela Szabó - Constantina Diță-Tomescu - Anișoara Cușmir-Stanciu - Claudia Ștef - Ilie Floroiu |

- Canotaj

| - - Elisabeta Lipă - Georgeta Damian - Doina Ignat - Viorica Susanu - Constanța Burcică-Pipotă - Georgeta Andrunache - Sanda Toma - Nicoleta-Ancuța Bodnar - Simona Radiș - Valer Toma - Nicolae Țaga - Maricica Țăran - Dimitrie Popescu - Mărioara Popescu - Valeria Răcilă - Dumitru Răducanu - Ioana Cristina Rotaru - Iulică Ruican - Doina Spircu - Rodica Șerban - Viorel Talapan - Anca Tănase - Marian Enache - Maria Fricioiu - Liliana Gafencu - Olga Homeghi | - - Elena Horvat - Viorica Ioja - Petru Iosub - Florica Lavric - Camelia Macoviciuc - Anișoara Minea-Sorohan - Ecaterina Oancia - Ioana Olteanu - Elena Georgescu - Angela Alupei - Chira Apostol - Rodica Arba - Ioana Badea - Aurica Bărăscu - Veronica Cochela-Cogeanu - Sofia Corban - Andrei Cornea - Maria Magdalena Dumitrache - Adriana Adam - Roxana Anghel - Amalia Bereș - Maria Lehaci - Victoria Petreanu - Maria-Magdalena Rusu - Ioana Vrînceanu - Iulian Șerban |

- Caiac-canoe în România

| - - Ivan Patzaichin - Iosif Chirilă - Agafia Constantin-Buhaev - Serghei Covaliov - Vasile Dîba - Alexe Dumitru - Nastasia Ionescu | - - Simion Ismailciuc - Tecla Marinescu-Borcănea - Florin Popescu - Mitică Pricop - Leon Rotman - Toma Simionov - Maria Ștefan-Mihoreanu |